# العلاقات الفنلندية المدغشقرية
العلاقات الفنلندية المدغشقرية هي العلاقات الثنائية التي تجمع بين فنلندا ومدغشقر.

## مقارنة بين البلدين
هذه مقارنة عامة ومرجعية للدولتين:
| وجه المقارنة                                              | فنلندا                                                                               | مدغشقر                      |
| --------------------------------------------------------- | ------------------------------------------------------------------------------------ | --------------------------- |
| المساحة (كم2)                                             | 338.42 ألف                                                                           | 587.04 ألف                  |
| عدد السكان (نسمة)                                         | 5.52 مليون                                                                           | 25.57 مليون                 |
| الكثافة السكانية (ن./كم²)                                 | 16.31                                                                                | 43.56                       |
| العاصمة                                                   | هلسنكي                                                                               | أنتاناناريفو                |
| اللغة الرسمية                                             | اللغة الفنلندية، اللغة السويدية                                                      | اللغة الملغاشية، لغة فرنسية |
| العملة                                                    | يورو، ماركا فنلندية                                                                  | أرياري مدغشقري              |
| الناتج المحلي الإجمالي (بليون دولار)                      | 251.88 مليار                                                                         | 11.50 مليار                 |
| الناتج المحلي الإجمالي (تعادل القوة الشرائية) بليون دولار | 231.84 مليار                                                                         | 35.51 مليار                 |
| الناتج المحلي الإجمالي الاسمي للفرد دولار أمريكي          | 42.31 ألف                                                                            | 401                         |
| الناتج المحلي الإجمالي للفرد دولار أمريكي                 | 40.68 ألف                                                                            | 1.44 ألف                    |
| مؤشر التنمية البشرية                                      | 0.883                                                                                | 0.510                       |
| رمز المكالمات الدولي                                      | +358                                                                                 | +261                        |
| رمز الإنترنت                                              | .fi                                                                                  | .mg                         |
| المنطقة الزمنية                                           | ت ع م+02:00، ت ع م+03:00، أوروبا/هلسنكي ‏، توقيت شرق أوروبا، توقيت شرق أوروبا الصيفي ‏ | ت ع م+03:00                 |

## منظمات دولية مشتركة
يشترك البلدان في عضوية مجموعة من المنظمات الدولية، منها:
| علم المنظمة | اسم المنظمة                               | تاريخ انضمام فنلندا | تاريخ انضمام مدغشقر |
| ----------- | ----------------------------------------- | ------------------- | ------------------- |
|             | مؤسسة التنمية الدولية                     | 29 ديسمبر 1960      | 25 سبتمبر 1963      |
|             | يونسكو                                    | 10 أكتوبر 1956      | 10 نوفمبر 1960      |
|             | وكالة ضمان الاستثمار متعدد الأطراف        | 28 ديسمبر 1988      | 8 يونيو 1988        |
|             | الأمم المتحدة                             | 14 ديسمبر 1955      | 20 سبتمبر 1960      |
|             | الفريق المعني برصد الأرض                  | ?                   | ?                   |
|             | الاتحاد البريدي العالمي                   | ?                   | ?                   |
|             | البنك الدولي للإنشاء والتعمير             | 14 يناير 1948       | 25 سبتمبر 1963      |
|             | الاتحاد الدولي للاتصالات                  | 1 سبتمبر 1920       | 11 مايو 1961        |
|             | منظمة حظر الأسلحة الكيميائية              | ?                   | ?                   |
|             | مؤسسة التمويل الدولية                     | 20 يوليو 1956       | 27 سبتمبر 1963      |
|             | المركز الدولي لتسوية المنازعات الاستشارية | 8 فبراير 1969       | 14 أكتوبر 1966      |
|             | منظمة التجارة العالمية                    | 1995                | ?                   |
|             | منظمة الشرطة الجنائية الدولية             | ?                   | ?                   |
|             | البنك الإفريقي للتنمية                    | ?                   | ?                   |

## وصلات خارجية
- موقع وزارة الخارجية الفنلندية